# 1980年8月波兰

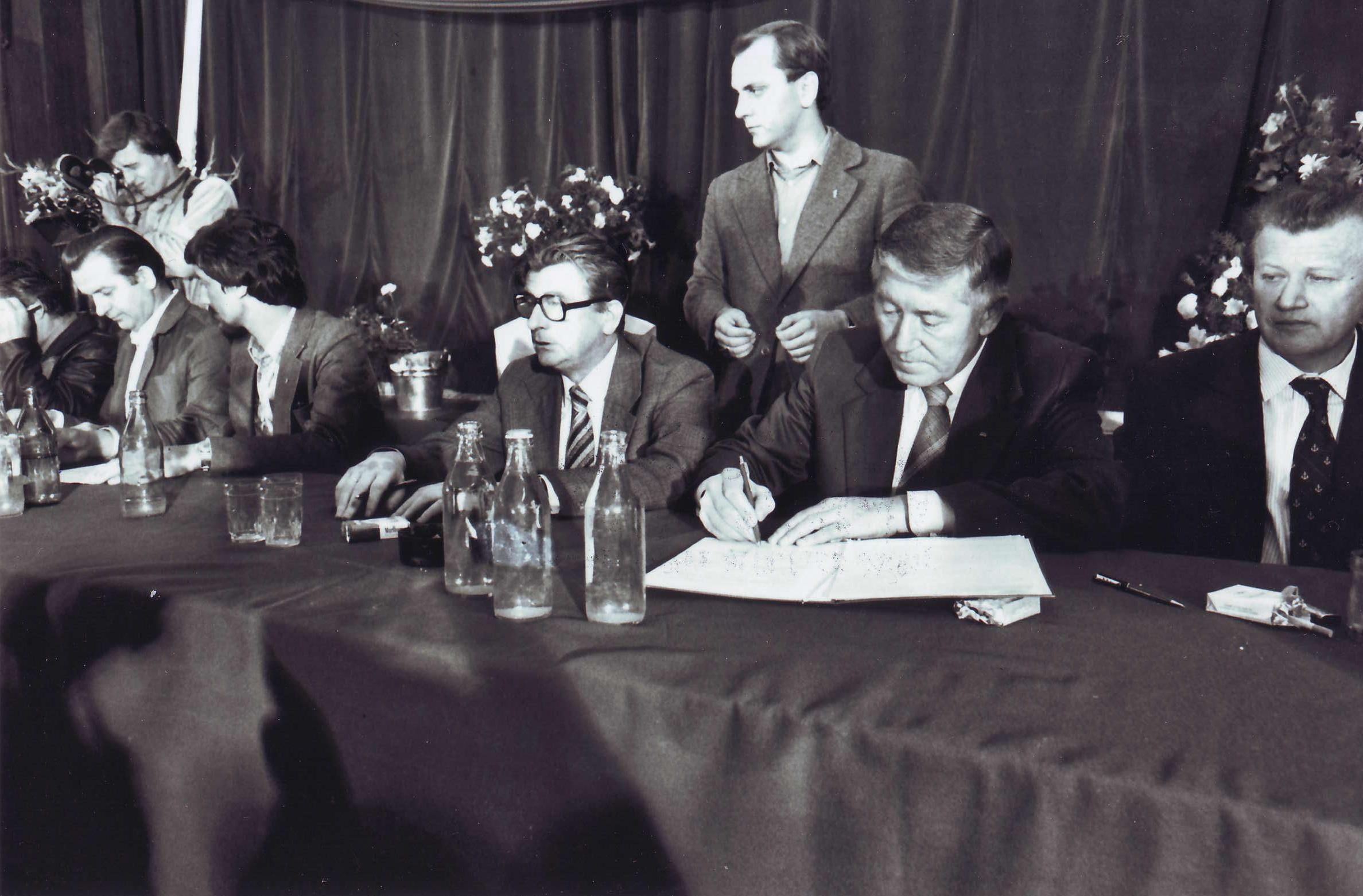
1980年8月30日，什切青，八月協議簽署照

1980年8月為波蘭史上最重要的月分之一，當時發生罷工運動，最後以政府與工會代表簽下四份協議，史稱八月協議。
1980年8月開始了一場為時15個月的爭取自由運動，催生了工人運動與社會運動，不久便衍生成1000萬人的獨立自治工會「團結工聯」，波蘭人的自由時期至此結束，進入1981年至1983年的戒嚴狀態。1980年8月是社會要求改變體制的契機，最後導致波蘭人民共和國及其他東方集團人民民主國家垮台，波蘭重新奪回主權，建立第三共和。
根據波蘭內政部於8月30日送給斯坦尼斯瓦夫・卡尼亞的報告，總共有28省分參與罷工，合計700家工廠及70萬名以上的勞工，其中有13個城市的交通系統遭到癱瘓。